# الناقل التسلسلي العام 4

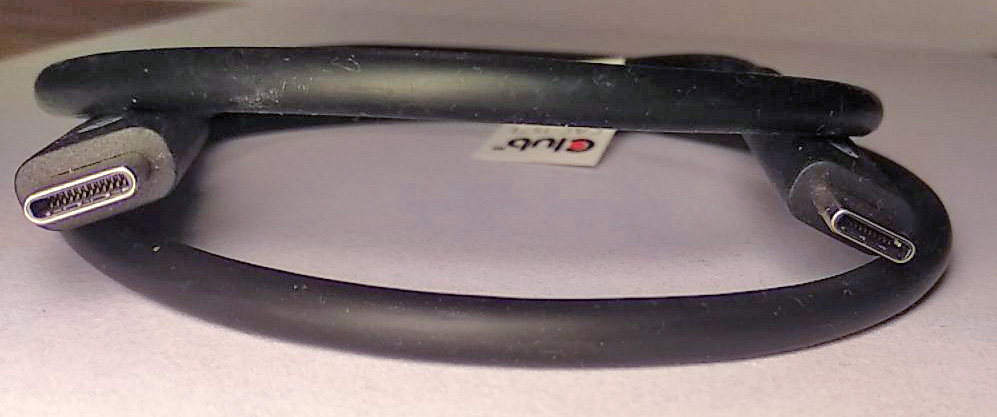
كابل يو إس بي4 الجيل الثالث × 2 (40 جيجابت في الثانية) مع 100 توصيل الطاقة بالواط

يو إس بي 4 (الناقل التسلسلي العالمي 4) (بالإنجليزية: Universal Serial Bus 4 (USB4))، ويشار إليه أحيانًا بشكل خاطئ باسم يو إس بي 4.0 (بالإنجليزية: USB 4.0)، هو أحدث المواصفات الفنية لمعيار اتصالات البيانات يو إس بي (الناقل التسلسلي العالمي). أعلن منتدى منفذي يو إس بي لأول مرة عن يو إس بي4 في عام 2019.
يتيح يو إس بي4 لأجهزة متعددة مشاركة رابط بيانات عالي السرعة بشكل ديناميكي. يحدد يو إس بي4 معدلات بت ‏ تبلغ 20 جيجابت/ثانية، و40 جيجابت/ثانية، و80 جيجابت/ثانية. تم تعريف يو إس بي4 فقط لموصلات يو إس بي-سي ومواصفاته من النوع سي تنظم الموصل والكابلات وميزات توصيل الطاقة عبر جميع استخدامات كابلات يو إس بي-سي، جزئيًا مع مواصفات توصيل الطاقة عبر يو إس بي ‏ .
يفرض معيار يو إس بي4 التوافق مع الإصدارات السابقة من يو إس بي 3.إكس والتوافق المخصص مع الإصدارات السابقة من يو إس بي 2.0 . يتم تحقيق المشاركة الديناميكية لعرض النطاق الترددي لاتصال يو إس بي4 من خلال تغليف اتصالات افتراضية متعددة ("أنفاق") لبروتوكولات أخرى، مثل يو إس بي 3.إكس ويو إس بي4 ومنفذ العرض ومسرى الربط السريع بين المكونات الطرفية .
يعتمد يو إس بي4 على بروتوكول منفذ الصاعقة 3 . ومع ذلك، فهو مختلف بما يكفي بحيث يصبح التوافق مع منفذ الصاعقة 3 اختياريًا للعديد من أنواع الأجهزة.

## التاريخ
قبل يو إس بي4، وفر منفذ الصاعقة طريقة لمشاركة النطاق الترددي بشكل ديناميكي بين اتصالات دي بي وبي سي آي إي المتعددة عبر كابل واحد. كان منفذ الصاعقة يستخدم في الأصل موصل إم دي بي وكان متوافقًا فقط مع اتصالات دي بي ولم يكن يدعم نقل الطاقة.
أدى طرح موصل النوع سي في عام 2014 إلى توفير موصل يمكنه دعم اتصال البيانات عبر يو إس بي ونقل الطاقة بالإضافة إلى اتصالات دي بي . كما سمح أيضًا بالمشاركة الثابتة للنطاق الترددي بين اتصالات دي بي ويو إس بي عبر نفس الكابل.
تحول منفذ الصاعقة 3 إلى استخدام موصل النوع سي الجديد وأضاف أيضًا التوافق مع الإصدارات السابقة لاتصالات يو إس بي وميزات نقل الطاقة.

### يو إس بي4 الإصدار 1.0
تم الإعلان عن يو إس بي4 في مارس 2019 بواسطة مجموعة مروجي يو إس بي. تم إصدار الإصدار 1.0 من مواصفات يو إس بي4 في 29 أغسطس 2019، ويحمل عنوان "الناقل التسلسلي العالمي 4 (يو إس بي4™)". استخدمت العديد من التقارير الإخبارية قبل إصدار هذا الإصدار أحيانًا المصطلحات الخاطئة "يو إس بي 4.0" و"يو إس بي 4".
في بيان صحفي للإعلان، ذكرت مجموعة يو إس بي مجموعة المروجين أن يو إس بي4 "يعتمد على مواصفات بروتوكول منفذ الصاعقة™ التي قدمتها شركة إنتل مؤخرًا". وتتمثل الأهداف المذكورة في مواصفات يو إس بي4 في زيادة النطاق الترددي، والمساعدة في توحيد نظام موصل يو إس بي-C، و"تقليل ارتباك المستخدم النهائي". بعض المجالات الرئيسية لتحقيق ذلك هي استخدام نوع واحد من موصلات يو إس بي-C، لتقديم ميزات العرض ونقل البيانات، مع الاحتفاظ "بالتوافق مع المنتجات الحالية ومنتجات منفذ الصاعقة ".
حددت النسخة 1.0 اتصالات بسرعة 20 جيجابت/ثانية و40 جيجابت/ثانية، والدعم المطلوب لاتصالات يو إس بي 2.0 ويو إس بي 3.x بسرعة تصل إلى 10 جيجابت/ثانية مع دعم اتصالات الأنفاق وفقًا لمواصفات بي سي آي إي 4.0 ويو إس بي 3.2 ودي بي 1.4a. تم أيضًا تعريف التوافق الاختياري مع منفذ الصاعقة 3 بالإضافة إلى الشبكات من المضيف إلى المضيف. وبالمقارنة مع منفذ الصاعقة 3، قام يو إس بي4 بتغيير معدلات البت الخام قليلاً لجعلها متوافقة مع مواصفات يو إس بي الأخرى، حيث يتطابق معدل البت الاسمي مع معدل البت الخام. أضاف يو إس بي4 أيضًا دعمًا لأنفاق يو إس بي3 واستخدام أسلاك يو إس بي2 لتحسين التوافق مع معايير يو إس بي السابقة والسماح بأجهزة يو إس بي4 أبسط دون دعم بي سي آي إي. أضاف يو إس بي4 أيضًا دعمًا لطوبولوجيات المحور مقارنة بالقيود السابقة لـ منفذ الصاعقة على طوبولوجيا التسلسل.
في يوليو 2020، أعلنت شركة إنتل عن منفذ الصاعقة 4 باعتباره تنفيذًا ليو إس بي سي 4 40 جيجابت/ثانية مع متطلبات إضافية، مثل التوافق الإلزامي مع منفذ الصاعقة 3 ومتطلبات أجهزة الكمبيوتر المحمولة الأصغر لدعم الشحن عبر منافذ منفذ الصاعقة 4. وصفت منشورات مثل أناندتك منفذ الصاعقة 4 بأنه "مجموعة فرعية من تي بي 3 ويو إس بي4" و"قادر على قبول اتصالات تي بي 4 وتي بي 3 ويو إس بي4 ويو إس بي 3/2/1". تصف شركة إنتل نفسها منفذ الصاعقة 4 بأنه "يوفر متطلبات أداء دنيا متزايدة وقدرات موسعة والامتثال لمواصفات يو إس بي4" وبأنه "يعتمد على ابتكار منفذ الصاعقة 3".

### يو إس بي4 الإصدار 2.0
في 18 أكتوبر 2022، أصدرت مجموعة يو إس بي المروج مواصفات يو إس بي4 الإصدار 2.0.
وأضافت سرعة نقل جديدة تسمح باتصالات متماثلة بسرعة 80 جيجابت/ثانية أو اتصالات غير متماثلة تدعم 120 جيجابت/ثانية في اتجاه واحد و40 جيجابت/ثانية في الاتجاه الآخر. يتيح مخطط ترميز بي إيه إم3 الجديد هذا عبر كابلات "يو إس بي 40 جيجابت في الثانية" السلبية الحالية. الكابلات النشطة ليست متوافقة للأمام بنفس الطريقة، وبدلاً من ذلك تمت إضافة درجة سرعة جديدة للكابلات النشطة. كما قامت أيضًا بترقية دعم أنفاق دي بي إلى دي بي 2.1، مما يسمح بإنشاء أنفاق اتصالات دي بي بسرعة تصل إلى 80 جيجابت/ثانية (يو إتش بي آر 20). كما أضافت استبدالًا للأنفاق السابق لسرعات اتصال يو إس بي 3.2 الكلاسيكية مع "نفق يو إس بي3 الجيل تي"، والذي يمكن أن يتجاوز 20 جيجابت في الثانية وأزال أيضًا قيود النفقات العامة لبي سي آي إي.
مع إصدار مواصفات يو إس بي4 2.0 الجديدة، فرضت يو إس بي-آي إف أيضًا شعارات وأسماء تسويقية جديدة لتبسيط تمثيل الحد الأقصى لمعدلات البت والواط المدعومة للمستهلكين.
في سبتمبر 2023، أعلنت شركة إنتل عن إطلاق منفذ الصاعقة 5 كتطبيق ليو إس بي سي 4، باستخدام القدرات الجديدة لاتصالات 80 جيجابت/ثانية ودعم دي بي المحدث يصف البيان الصحفي الخاص بشركة إنتل المنتج بأنه "مبني على معايير الصناعة - بما في ذلك يو إس بي4 الإصدار 2".

## وظائف منافذ يو إس بي4
على نحو مماثل للطريقة التي حددت بها مواصفات يو إس بي 3.x بروتوكولات سوبر سبيد(بلس) الجديدة لمعدلات الإشارة الأسرع، فقد فرضت أيضًا على يو إس بي 3.x تنفيذ مواصفات يو إس بي 2.0 فعليًا ومعماريًا باستخدام أسلاك مخصصة، حيث تصف مواصفات يو إس بي4 جانبين مختلفين. الأول هو نوع الاتصالات الموجودة والتوافق الذي يضمنه منفذ يو إس بي4. تتحدث مواصفات يو إس بي4 عن المنافذ المتجهة نحو مجرى النهر (دي إف بي) والمنافذ المتجهة نحو مجرى النهر (يو إف بي) بدلاً من المنافذ المضيفة والمحيطية. تتضمن المنافذ المواجهة لأسفل منافذ الاستضافة بالإضافة إلى أي "مخرجات" لمحور يو إس بي4، بينما تتضمن المنافذ المواجهة لأعلى أي شيء يمكن توصيله بمنفذ مواجه لأسفل، مثل منافذ الأجهزة الطرفية أو منفذ "الإدخال" لمحور يو إس بي4.
يجب أن يكون أي منفذ يو إس بي4 دي إف بي مطلوبًا أيضًا لتنفيذ دعم يو إس بي 2.0 ويو إس بي 3.2 ووضع دي بي البديل، كل ذلك وفقًا لمواصفاته الخاصة. على هذا النحو، فإن يو إس بي4 دي إف بي متوافق مع جميع معايير يو إس بي السابقة ومخرجات دي بي.

### ميزات يو إس بي 2.0 دي إف بي
يحدد يو إس بي 2.0 ثلاثة معدلات بت مختلفة (منخفضة، كاملة، عالية السرعة)، ويجب دعمها جميعًا. تستخدم قدرات يو إس بي 2.0 أسلاكًا منفصلة على موصل النوع سي والتي لا تستخدمها يو إس بي 3.2 أو يو إس بي4.

### ميزات يو إس بي 3.إكس دي إف بي
يو إس بي 3.2 ، الإصدار الحالي، يحدد 3 معدلات بت مختلفة ("5 جيجابت في الثانية" المعروفة أيضًا باسم سوبر سبيد، و"10 جيجابت في الثانية" المعروفة أيضًا باسم سوبر سبيد+، و"20 جيجابت في الثانية" المعروفة أيضًا باسم سوبر سبيد+ 20 جيجابت في الثانية). على الرغم من أن مواصفات يو إس بي 3.2 تمت الإشارة إليها على أنها يو إس بي4 منذ البداية، إلا أن السرعتين المنخفضتين فقط (5 جيجابت/ثانية، 10 جيجابت/ثانية) هما الإلزاميتان لدعم دي إف بي التي تعمل بنظام يو إس بي4.

### ميزات وضع دي بي ألت في دي إف بي
لا تشير مواصفات يو إس بي4 إلى مجموعة الحد الأدنى من الميزات لوظيفة وضع دي بي البديل ، ولكن منفذ الصاعقة 3 يفعل ذلك. في الممارسة العملية، تتطلب عائلة وحدات تحكم تي بي 3 من إنتل منفذ منفذ العرض 1.2 على الأقل بسرعات HBR2 لدعم إخراج 4K60، ولكنها متوفرة أيضًا بسرعات تصل إلى إتش بي آر 3 وفقًا لمواصفات منفذ العرض 1.4a .

### ميزات نقل الطاقة لدي إف بي
لا تتضمن مواصفات يو إس بي4 أي متطلبات صريحة بشأن خرج الطاقة. إنه يستعين بجميع المتطلبات من حيث الطاقة لمواصفات النوع سي التي تدعم جميع معايير يو إس بي ودي بي والمعايير الأخرى التي تستخدم موصل يو إس بي-C. يتطلب هذا وجود منفذ يو إس بي4 دي إف بي لتوفير تيار من النوع C بقوة 7.5 وات على الأقل. لا توجد ميزات استهلاك طاقة مطلوبة (على سبيل المثال، شحن الكمبيوتر المحمول)، ولكن يمكن دعمها وفقًا لمواصفات يو إس بي PD، بالإضافة إلى توفير قدر أكبر من الطاقة. يجب أن يتمتع بروتوكول يو إس بي PD دائمًا بدعم لتبادل البيانات وفقًا للبروتوكول. وهذا منفصل عن أي وظيفة من وظائف PD للتفاوض على توصيل الطاقة الفعلية بخلاف 5 فولت أو >15 وات.

### محاور ومحطات يو إس بي4
يتم تعريف محاور ومحطات يو إس بي4 باعتبارها فئة خاصة بها من أجهزة يو إس بي4 التي تتضمن متطلبات إضافية. على سبيل المثال، يجب أن يعمل موزع يو إس بي4 أيضًا كموزع يو إس بي 3.2 كلاسيكي مع مرور وضع دي بي البديل مع المضيفين الذين لا يدعمون اتصالات يو إس بي4. راجع إمكانيات يو إس بي4 حسب نوع الجهاز للحصول على مزيد من التفاصيل.

## بروتوكول/اتصالات يو إس بي4
يجب أن يدعم كل منفذ يو إس بي4 بروتوكول/اتصالات يو إس بي4، وهو معيار مميز لإنشاء روابط/اتصالات يو إس بي4 بين أجهزة يو إس بي4 بالتوازي مع بروتوكولات يو إس بي السابقة. بخلاف يو إس بي 2.0 ويو إس بي 3.x، لا يوفر هذا المعيار وسيلة لنقل البيانات مباشرةً، بل هو مجرد حاوية يمكنها احتواء اتصالات افتراضية متعددة ("أنفاق").
يتم الرجوع إلى مواصفات أخرى لتحديد محتويات النفق ووظائفه الداخلية. يُعرّف يو إس بي4 أنواع الأنفاق التالية:
- اتصالات يو إس بي4
- اتصالات يو إس بي3
- اتصالات منفذ العرض
- اتصالات بي سي آي إي
- اتصالات إيثرنت/شبكة وفقًا لمواصفات يو إس بي 4 نت وعبر النطاقات المضمنة[27]

### المبادئ العامة ليو إس بي سي 4
يشكل يو إس بي4 طوبولوجيا تشبه الشجرة لأجهزة توجيه يو إس بي4، حيث يتضمن كل جهاز يو إس بي4 جهاز توجيه يو إس بي4 للمشاركة في هذه الشبكة. يمكن أن يكون النفق من البداية إلى النهاية، حيث يتم تكوين المسار عبر شبكة أجهزة التوجيه بأكملها مسبقًا. ولكن يمكن أن تكون الأنفاق أيضًا ذات قفزة واحدة، حيث توجد فقط لرابط يو إس بي4 واحد (أي بين جهازي توجيه). في هذه الحالة، سيتم "فك ضغط" النفق بواسطة المتلقي وسيستخدم بعض الوسائل الأخرى الخاصة بنوع النفق لتحديد المكان الذي يجب إرسال البيانات إليه بعد ذلك. إذا كانت القفزة التالية عبارة عن جهاز توجيه يو إس بي4 آخر، فسيتم استيعاب البيانات مرة أخرى في نفق القفزة الفردية التالي حتى تخرج من شبكة يو إس بي4.
بناءً على ذلك، تتطلب أنفاق القفزة الواحدة دعمًا خاصًا في كل جهاز توجيه يو إس بي4، وذلك فقط لدعم تمريرها إلى أجهزة توجيه يو إس بي4 أخرى. أما الأنفاق الشاملة، فتتطلب دعم جهاز توجيه يو إس بي4 فقط عند إدخال البيانات إلى النفق وعند الهدف، حتى نقطة انتهاء النفق.

#### محولات الإدخال/الإخراج للبروتوكول
يقوم محول إدخال البروتوكول باستيعاب اتصال وفقًا لأي بروتوكول يستند إليه، ويحوّل محتوياته إلى نفق يو إس بي4. أما محول إخراج البروتوكول، فيقوم بالعكس، إذ يستخرج نفقًا من شبكة يو إس بي4، ويُعيد إنشاء اتصال منتظم من محتويات النفق عند الحاجة.
عادةً ما يستلزم التحويل إلى نفق إزالة أي طبقة فيزيائية/كهربائية وترميز معيار الاتصال الأساسي وضغط المحتويات دون فقدان؛ على سبيل المثال، عن طريق ترك بيانات الحشو الفارغة. يعد نفق يو إس بي4 في حد ذاته افتراضيًا ولا يحتاج إلى التوافق مع أي نطاق ترددي ثابت أو قيود أخرى تنبع من الطبقة الفيزيائية/الكهربائية لمعيار الاتصال الأساسي. ولكن بما أن معظم أنواع الأنفاق سيتم تحويلها في النهاية إلى اتصال مادي منتظم مرة أخرى، فإن معظم هذه القيود المادية، مثل الحد الأقصى، ومن المرجح أن تظل هذه التغييرات قابلة للتطبيق في النهاية.

### نفق يو إس بي 3 الجيل العاشر
هذا هو نفق ذو قفزة واحدة يمكنه في الأساس نقل أي اتصال سوبر سبيد معزز وفقًا لمواصفات يو إس بي 3.2. يتبع يو إس بي3 الجيل العاشر طوبولوجيا مركز سوبر سبيد المحسّن، حيث يجب أن يتضمن كل جهاز توجيه يو إس بي4 يحتوي على أكثر من نقطة نهاية يو إس بي3 محور يو إس بي3 أيضًا. إنها الطريقة الافتراضية لإجراء اتصالات يو إس بي3 عبر يو إس بي4. يعد دعمه بسرعة 10 جيجابت في الثانية (سوبر سبيد يو إس بي 10 جيجابت في الثانية، الجيل 2×1) إلزاميًا على كل يو إس بي 4 دي إف بي . الحد الأدنى للسرعة المدعومة لاتصال يو إس بي3 الذي يتم توصيله هو 10 جيجابت/ثانية حيث أن كل جهاز يو إس بي4 يجب أن يدعم هذه السرعة بالفعل وتتولى محاور يو إس بي3 تحويل هذه السرعة إلى أجهزة 5 جيجابت/ثانية يمكن توصيلها.
وهذا يعني أن موزع يو إس بي4 سوف يشارك في اتصال يو إس بي3 واحد في الاتجاه العلوي ويقوم بتوزيع النطاق الترددي الخاص به عبر جميع المنافذ المواجهة للأسفل والتي تستخدم اتصالات يو إس بي3.

### نفق يو إس بي3 الجيل تي
هذا بديل اختياري لنفق يو إس بي3 الجيل العاشر، والذي طُرح في يو إس بي4 الإصدار 2.0. وهو نسخة شاملة من نفق يو إس بي3 الجيل العاشر.
ومن خلال هذا، يتم تجنب الحاجة إلى وجود محاور يو إس بي3 في كل جهاز توجيه يو إس بي4 والذي يمكن أن يحد من الإنتاجية. إنه يسمح بإنشاء أنفاق يو إس بي3 الجيل تي متعددة منفصلة حتى عبر الروابط المشتركة. نظرًا لأنه عبارة عن نفق من البداية إلى النهاية، فإن كل موزع يو إس بي4 سيدعم المرور من خلاله. تم تصميم يو إس بي3 الجيل تي ليكون افتراضيًا حصريًا، ولا يوجد له معادل مادي. وبالتالي، لا يمكن استخدامه إلا داخل وحدة تحكم يو إس بي4. وهذا يسمح بترك القيود على اتصالات يو إس بي بسرعة 10 أو 20 جيجابت/ثانية 3.2 متخلفًا، مع إعادة استخدام معظم الأجزاء الأخرى من بروتوكول سوبر سبيد المحسن .
لا يوجد وحدة تحكم يو إس بي4 معروفة تدعم أنفاق الجيل تي حتى الآن (أغسطس 2024).

### نفق دي بي
يتم أيضًا توصيل منفذ العرض كنفق من طرف إلى طرف. من الممكن أن يكون هناك عدة أنفاق دي بي مستقلة، ولكن سيتم توصيل كل منها إلى محول إخراج بروتوكول واحد (وعند هذه النقطة قد يتم استخدام منفذ العرض إم إس تي لتقسيم كل اتصال بشكل أكبر).
يحدد إصدار يو إس بي4 1.0 فقط كيفية توصيل اتصالات دي بي وفقًا لمواصفات منفذ العرض 1.4إيه (حتى سرعات إتش بي آر 3). يقوم يو إس بي4 الإصدار 2.0 بتحديث هذا الدعم إلى مواصفات منفذ العرض 2.1 الكاملة (حتى سرعات يو إتش بي آر 20). من الجدير بالذكر أن مواصفات يو إس بي4 تنص صراحةً على ضرورة دعم سرعة يو إتش بي آر 13.5 دي بي، حتى إذا كان يو إتش بي آر 20 مدعومًا. مواصفات دي بي ليست عامة. ومن غير المعروف ما إذا كان يقوم بمثل هذه النقوش.
يتمتع نفق دي بي بفهم كبير لمحتويات اتصالات دي بي، وسيقوم بتخطي/نقل أي بيانات حشو بكفاءة، مما يقلل النطاق الترددي المستخدم فعليًا لنفق دي بي. ولكن بما أن اتصالات دي بي لها متطلبات في الوقت الفعلي ، فيجب حجز النطاق الترددي لها. ينص يو إس بي4 على أنه في حالة عدم وجود أي معلومات أخرى، يجب حجز أقصى نطاق ترددي ممكن لاتصال دي بي المحدد (مسارات دي بي والسرعة). ينطبق هذا الحجز فقط على الأنفاق الأخرى في الوقت الحقيقي. يمكن استخدام النطاق الترددي المحجوز ولكن غير المستخدم بواسطة أنفاق غير وقتية مثل بي سي آي إي أو يو إس بي3، ولكن قد يمنع الحجز إنشاء أنفاق دي بي أخرى.

### نفق بي سي آي إي
على غرار نفق يو إس بي3 الجيل العاشر، يستخدم نفق بي سي آي إي أنفاقًا ذات قفزة واحدة، مما يتطلب مفاتيح بي سي آي إي في كل جهاز توجيه يو إس بي4 يدعم نفق بي سي آي إي. لقد أشار يو إس بي4 منذ البداية إلى مواصفات بي سي آي إكسبريس الإصدار 4 ، ومع يو إس بي4 الإصدار 2.0 تمت إضافة مراجع إلى مواصفات مسرى الربط السريع بين المكونات الطرفية الإصدار 5.0 .
كان لنفق بي سي آي إي قيود كبيرة في يو إس بي4 الإصدار 1.0 وأيضًا منفذ الصاعقة 3: يتمتع بي سي آي إي إكسبرس بحجم حمولة أقصى متغير ، والذي ينطبق من البداية إلى النهاية على عملية النقل. إذا كان أي مكون أو مفتاح بي سي آي إي يحتوي على إم بي إس محدود، فيجب تقييد جميع الحزم المارة وفقًا لذلك. نظرًا لأن يو إس بي4 يستخدم حمولة تصل إلى 256 بايت لكل حزمة يو إس بي4 وتحتوي حزمة نفق بي سي آي إي على رؤوس بي سي آي إي إضافية وبيانات تعريفية، فقد تم تقييد إم بي إس لأنفاق بي سي آي إي إلى 128 بايت. يمكن أن يؤدي هذا القيد إلى تقليل كفاءة اتصال بي سي آي إي بشكل كبير لجميع الأجهزة والأنظمة التي تدعم عادةً 256 بايت أو حتى إم بي إس أكبر.
يُزيل إصدار يو إس بي4 2.0 هذا الاختناق (إلزامي لجميع المُنفِّذين)، وذلك بتحديد كيفية تقسيم حزمة بي سي آي إي كبيرة عبر حزم يو إس بي4 متعددة. يتطلب دعم هذه الميزة الجديدة أن يُطبِّق كل مُكوِّن/وحدة تحكم يو إس بي4 مُشاركة في نفق بي سي آي إي إصدار يو إس بي4 2.0.

## أوضاع إشارات يو إس بي4
تشير الإشارة إلى الطبقة الأدنى من نموذج الربط البيني للأنظمة المفتوحة ، والتي تسمى أيضًا الطبقة المادية أو فيز. يمكن التعبير عن اتصالات يو إس بي4 بأسماء موجهة للمستهلك والتي تشكل أيضًا الأساس للشعارات الرسمية المستخدمة على العبوات والمنتجات. هذه هي العلامات "20 جيجابت في الثانية"، "40 جيجابت في الثانية"، "80 جيجابت في الثانية" وهي لا تشير صراحةً إلى كيفية تحقيق الاتصال على الطبقة المادية. هناك أيضًا أسماء أكثر تقنية تعتمد على تنفيذ واستخدام كابلات يو إس بي-C. تتكون هذه عادةً من سرعة لكل زوج من الأسلاك يتم التعبير عنها بـ الجيل 1/2/3/4 (5 جيجابت/ثانية، 10 جيجابت/ثانية، 20 جيجابت/ثانية، 40 جيجابت/ثانية على التوالي) وبعض المعلومات الإضافية حول عدد أزواج الأسلاك المستخدمة في كل تركيبة.
يعرف يو إس بي بشكل عام "المسار" على أنه اتصال (ثنائي الاتجاه)، والذي يتكون في جميع أوضاع الإرسال الحديثة من زوج واحد من الأسلاك المرسلة وزوج واحد من الأسلاك المستقبلة. يشير تدوين "الجيل إيه إكس بي" إلى مسارات B لوضع التشغيل A. ونظرًا لأن أوضاع الجيل الرابع قدمت أيضًا اتصالات غير متماثلة بأعداد غير متساوية من أزواج الأسلاك المخصصة للإرسال والاستقبال، فإن تدوين المسارات لم يعد قابلاً للتطبيق.
اليو اس بي تمت إضافة نفس التدوين الفني بأثر رجعي إلى عائلة 3.x في إصدارات مواصفات يو إس بي 3.1 ويو إس بي 3.2. على الرغم من أن هذا يوضح المبادئ المشتركة وتشير نفس الأجيال إلى نفس السرعات الاسمية، إلا أن "الجيل أ" ليس له نفس المعنى الدقيق في كل من يو إس بي مواصفات 3.x و يو إس بي4. يصبح التداخل في التسمية مهمًا بشكل أساسي بالنسبة للكابلات كما هو موضح في توافق الكابلات ، والذي يتم تنظيمه بواسطة مواصفات النوع سي المشتركة بين جميع مستخدمي موصل النوع سي.
| USB family | اسم وضع الإشارة        | تم تقديمه في          | الترميز                | أزواج الأسلاك المرسلة/المستقبلة | معدل البت الخام (جيجابت/ثانية) | معدل البت الخام (جيجابت/ثانية) | معدل البيانات الصافي (جيجابت/ثانية) | يو إس بي-آي إف الاسم التسويقي الحالي | الشعار               |
| USB family | اسم وضع الإشارة        | تم تقديمه في          | الترميز                | أزواج الأسلاك المرسلة/المستقبلة | لكل زوج من الأسلاك             | الإجمالي (لكل اتجاه)           | معدل البيانات الصافي (جيجابت/ثانية) | يو إس بي-آي إف الاسم التسويقي الحالي | الشعار               |
| ---------- | ---------------------- | --------------------- | ---------------------- | ------------------------------- | ------------------------------ | ------------------------------ | ----------------------------------- | ------------------------------------ | -------------------- |
| USB 2.x    | عالية السرعة           | يو إس بي 2.0          | NRZI with bit stuffing | 1 (shared)                      | 0.480 (half-duplex)            | 0.480 (half-duplex)            | ؟                                   | يو إس بي عالية السرعة                |                      |
| USB 3.x    | الجيل 1×1              | يو إس بي 3.0          | ترميز 8 إلى 10 بتات ‏   | 1/1                             | 5                              | 5                              | 4                                   | يو إس بي 5 جيجابت في الثانية         |                      |
| USB 3.x    | الجيل 2×1              | يو إس بي 3.1          | ترميز 64 إلى 66 بت ‏    | 1/1                             | 10                             | 10                             | ~9.7                                | يو إس بي 10 جيجابت في الثانية        |                      |
| USB 3.x    | الجيل 1×2              | يو إس بي 3.2          | ترميز 8 إلى 10 بتات ‏   | 2/2                             | 5                              | 10                             | 8                                   | (fallback)                           | (fallback)           |
| USB 3.x    | الجيل 2×2              | يو إس بي 3.2          | ترميز 64 إلى 66 بت ‏    | 2/2                             | 10                             | 20                             | ~19.39                              | يو إس بي 20 جيجابت في الثانية        |                      |
| USB4       | الجيل 2×1              | يو إس بي4 v1.0        | 64b/66b                | 1/1                             | 10                             | 10                             | ~9.697                              | (transient/fallback)                 | (transient/fallback) |
| USB4       | الجيل 2×2              | يو إس بي4 v1.0        | 64b/66b                | 2/2                             | 10                             | 20                             | ~19.39                              | يو إس بي 20 جيجابت في الثانية        |                      |
| USB4       | الجيل 3×1              | يو إس بي4 v1.0        | 128b/132b              | 1/1                             | 20                             | 20                             | ~19.39                              | (transient/fallback)                 | (transient/fallback) |
| USB4       | الجيل 3×2              | يو إس بي4 v1.0        | 128b/132b              | 2/2                             | 20                             | 40                             | ~38.79                              | يو إس بي 40 جيجابت في الثانية        |                      |
| USB4       | الجيل 4 symmetric      | يو إس بي4 الإصدار 2.0 | PAM-3 11b/7t           | 2/2                             | ~40.58                         | ~81.15                         | ~80.46                              | يو إس بي 80 جيجابت في الثانية        |                      |
| USB4       | الجيل 4 asymmetric 3:1 | يو إس بي4 الإصدار 2.0 | PAM-3 11b/7t           | 3/1                             | ~40.58                         | 3×: ~121.725 1×: ~40.58        | 3×: ~120.69 1×: ~40.23              | —                                    | —                    |
| USB4       | الجيل 4 asymmetric 1:3 | يو إس بي4 الإصدار 2.0 | PAM-3 11b/7t           | 1/3                             | ~40.58                         | 3×: ~121.725 1×: ~40.58        | 3×: ~120.69 1×: ~40.23              | —                                    | —                    |
| —          | TB3 الجيل 2×2          | —                     | 64b/66b                | 2/2                             | 10.3125                        | 20.625                         | 20                                  | —                                    | —                    |
| —          | TB3 الجيل 3×2          | —                     | 128b/132b              | 2/2                             | 20.625                         | 41.25                          | 40                                  | —                                    | —                    |

{{ملاحظات|refs=

تستخدم أوضاع منفذ الصاعقة 3 الجيل 2 والجيل 3 ويو إس بي4 الجيل 2 والجيل 3 إشارات متشابهة للغاية. ومع ذلك، يعمل منفذ الصاعقة 3 بسرعات أعلى قليلاً، تسمى السرعات القديمة، مقارنة بالسرعات الدائرية ليو إس بي4. ويتم تشغيله بشكل أسرع قليلاً بمعدل 10.3125 جيجابت/ثانية (للجيل الثاني) و20.625 جيجابت/ثانية (للجيل الثالث)، كما هو مطلوب بواسطة مواصفات منفذ الصاعقة.
يشار إلى يو إس بي4 الجيل 4 عادةً بسرعة "40 جيجابت في الثانية" أو 40 جيجابت/ثانية، مع الإشارة إلى الاتصالات الكاملة بناءً عليها على أنها 80، 120/40، 40/120 جيجابت/ثانية. ولكن بما أن الإشارة الفعلية لم تعد ثنائية، فإن معدلات البت الخام الفعلية لم تعد تتطابق مع تلك الأرقام تمامًا.

## إمكانيات يو إس بي4 حسب نوع الجهاز

### موزع يو إس بي4
يتم تعريف موزع يو إس بي4 من خلال وجود 1 يو إس بي4 يو إف بي وواحد أو أكثر من يو إس بي4 دي إف بي .

### قاعدة توصيل تعتمد على يو إس بي4
يتم تعريف القاعدة المستندة إلى يو إس بي4 على أنها موزع يو إس بي4 يحتوي أيضًا على مخرجات أكثر تخصصًا مثل إتش دي إم آي أو دي بي، ولكنه لا يزال يحتفظ ببعض يو إس بي4 دي إف بي.

### جهاز محيطي يو إس بي4
يُعرّف جهاز يو إس بي4 الطرفي بأنه لا يحتوي على أي منفذ يو إس بي4 دي إف بي. هذا يعني أن الأجهزة التي تُعرف عادةً باسم "محاور يو إس بي-C" قد تستخدم يو إس بي4 لدعم مشاركة النطاق الترددي الديناميكي أو نطاقات تردد أعلى من يو إس بي4. لكنها لا تُعتبر محاور يو إس بي4 إذا لم تحتوي على منفذ يو إس بي4 دي إف بي. يسمح عدم وجود منفذ يو إس بي4 دي إف بي للجهاز الطرفي بدعم ميزات يو إس بي4 التي يستخدمها فقط، مما قد يُبسط تطبيقه بشكل كبير.
| الميزة          | الميزة                                          | المضيف  | المحور (الرصيف) | جهاز محيطي |
| النوع           |                                                 | المضيف  | المحور (الرصيف) | جهاز محيطي |
| --------------- | ----------------------------------------------- | ------- | --------------- | ---------- |
| اتصال يو إس بي4 | "20 جيجابت في الثانية" (الجيل 2×2)              | نعم     | نعم             | نعم        |
| اتصال يو إس بي4 | "40 جيجابت في الثانية" (الجيل 3×2)              | اختياري | نعم             | اختياري    |
| اتصال يو إس بي4 | "80 جيجابت في الثانية" (الجيل 4 إس واي إم إم.)  | اختياري | اختياري         | اختياري    |
| اتصال يو إس بي4 | "120/40 جيجابت في الثانية" (الجيل 4 3:1)        | اختياري | اختياري         | اختياري    |
| اتصال يو إس بي4 | "40/120 جيجابت في الثانية" (الجيل 4 1:3)        | اختياري | اختياري         | اختياري    |
| نفق             | يو إس بي3 "10 جيجابت في الثانية" (الجيل 2×1)    | نعم     | نعم             | اختياري    |
| نفق             | يو إس بي3 "20 جيجابت في الثانية" (الجيل 2×2)    | اختياري | اختياري         | اختياري    |
| نفق             | يو إس بي3 الجيل تي (عرض النطاق الترددي المتغير) | اختياري | اختياري         | اختياري    |
| نفق             | منفذ العرض                                      | نعم     | نعم             | اختياري    |
| نفق             | بي سي آي إكسبريس                                | اختياري | نعم             | اختياري    |
| نفق             | الاتصالات من مضيف إلى مضيف/ شبكات يو إس بي4     | نعم     | نعم             | —          |
| محلي            | يو إس بي3 "5 جيجابت في الثانية" (الجيل 1×1)     | نعم     | نعم             | اختياري    |
| محلي            | يو إس بي3 "10 جيجابت في الثانية" (الجيل 2×1)    | نعم     | نعم             | اختياري    |
| محلي            | يو إس بي3 "20 جيجابت في الثانية" (الجيل 2×2)    | اختياري | اختياري         | اختياري    |
| محلي            | يو إس بي 2.0 (منخفضة، كاملة، عالية السرعة)      | نعم     | نعم             | اختياري    |
| محلي            | وضع منفذ العرض البديل                           | نعم     | نعم             | اختياري    |
| محلي            | منفذ الصاعقة الوضع البديل                       | اختياري | نعم             | اختياري    |
| محلي            | أوضاع بديلة أخرى                                | اختياري | اختياري         | اختياري    |

1. 1 2   أسماء حسب أحدث المواصفات.
2. 1 2   إجمالي معدل البيانات (اتجاه واحد) مع إزالة التكلفة الإضافية للترميز.
3. 1 2 3 4 5   يختلف USB4 Gen 2 عن USB3 Gen 2. كلاهما يُعطيان نفس معدل الإشارة، وهو 10 جيجابت/ثانية، لكنهما يستخدمان ترميزًا مختلفًا ويختلفان في الطبقة الكهربائية. كما أن لكل منهما متطلبات مختلفة لجودة الإشارة.
4. 1 2   يتطلب اتصال USB3 Gen 1×2 أن يكون كلا الجانبين قادرين على USB3 "20 Gbps" / Gen 2×2، ولكنهما يفشلان في إنشاء اتصالات Gen 2 / 10 Gbit/s لكل زوج سلكي.
5. 1 2 3  يمكن لمنفذي USB4 من الجيل الثاني والثالث استخدام تصحيح الأخطاء الأمامي الاختياري (RS FEC). في هذا الوضع، يتم تجميع 12 رمزًا بحجم 16 بايت (128 بت) مع بتّي مزامنة بحجم 2 بايت (12 بت + 4 بت محجوزة) تشير إلى أنواع الرموز المعنية، و4 بايت من تصحيح الأخطاء الأمامي الاختياري (RS FEC) للسماح بتصحيح ما يصل إلى بايت واحد من الأخطاء في أي مكان ضمن كتلة الـ 198 بايت.
6. 1 2 3   يعد USB4 ضروريًا لدعم أوضاع المسار المزدوج، ولكنه يستخدم عمليات المسار الفردي أثناء تهيئة رابط المسار المزدوج؛ ويمكن أيضًا استخدام رابط المسار الفردي كوضع احتياطي في حالة حدوث خطأ في ربط المسار.
7. 1 2  وفقًا للمواصفات، تعمل الخطوط بسرعة 25.6 جيجا بايت. يحتوي الرمز الواحد على تريت واحد من المعلومات. يُحوّل الترميز كل مجموعة من 11 بت إلى 7 تريتات. تُعطي 7 تريتات 2187 قيمة مختلفة، أو {\displaystyle log_{2}3\approx 1.585} بت/تريت. مواصفات يو إس بي 4 الإصدار 2.0 2023
8. 1 2 3   الميزات الاختيارية لاتصالات وأجهزة USB 80Gbps.
9. 1 2   حتى بالنسبة لمراكز USB4 "80 جيجابت في الثانية"، فإن دعم الاتصالات غير المتماثلة (في كلا الاتجاهين) يعد اختياريًا، ولكن دعم 80 جيجابت في الثانية يعد شرطًا أساسيًا لأي دعم غير متماثل.
10. ↑   حدّدت تقنية نفق USB3 من الجيل T خيارات عرض النطاق الترددي. وهي تُطابق أرقام سرعة USB4 الإجمالية (10، 20، 40، 80)، وحتى اتصالات غير متماثلة (40/120، 120/40). مواصفات USB4 الإصدار الثاني، ص536، الجدول 9-19.
11. 1 2   يتطلب Windows HLK دعم أي منفذ USB4 لنفق PCIe والتوافق مع TB3. لا يوجد حد أدنى لمتطلبات عرض النطاق الترددي PCIe.[36]
12. ↑   كما هو الحال في USB3، يعمل اتصال USB2 على أسلاك منفصلة عن الاتصال الرئيسي (USB3/USB4). لا حاجة للنفق، إذ يعمل بشكل متوازٍ على الكابل.
13. ↑   لا تضع مواصفات USB4 أي متطلبات بشأن الحد الأدنى للسرعة أو إمكانيات أي مخرج DP.

## توافق الكابل
يدعم معيار النوع سي التوافق العكسي/التنازلي للكابلات في العديد من الحالات. عادةً ما يقتصر هذا التوافق على عائلات المعايير المختلفة (يو إس بي 2.0، يو إس بي 3.2، يو إس بي4). يُلزم معيار يو إس بي4 الكابلات النشطة أو الهجينة الكلاسيكية بدعم توافق عكسي واسع، بحيث تبدو في نظر المستهلك كما لو كانت كابلات عادية سلبية. لكن التوافق الأمامي محدود بالنسبة للكابلات النشطة. فقط الكابلات النشطة المعزولة بصريًا (OIAC)، والتي يُفترض أن تكون مميزة بوضوح من حيث السعر والتصميم وسمك الكابل والإعلانات، هي المسموح لها بإلغاء معظم التوافق الخلفي.
يستخدم وضع الإرسال في الجيل الرابع مع PAM-3 إشارات مختلفة تمامًا عن الأوضاع السابقة. يجب أن يدعم كل مكون نشط هذه الإشارة الجديدة بشكل صريح، مع مراعاة جميع متطلبات جودة الإشارة لكابلات الجيل الثالث السلبية الحالية (يو إس بي4 وتي بي 3).

### تسمية الكابلات وعلاقتها بإصدارات المواصفات
يهدف يو إس بي-آي إف فقط إلى استخدام الشعارات والأسماء الجديدة المستندة إلى النطاق الترددي مع المستهلكين. بالنسبة للكابلات، عادةً ما يكون النوع (سلبي، نشط) وأعلى نطاق ترددي مدعوم كافيين لتحديد الكابل والميزات المدعومة بشكل فريد. على الرغم من أن بعض الأنواع النشطة تقوم بتمييزات واضحة حيث تكون هناك حاجة إلى مزيد من التفاصيل حول النوع. رسميًا، يتم تعريف نوع الكابل وخصائصه من خلال إصدار مواصفات مميز، والذي تم استخدامه أثناء تطوير/تصميم نموذج الكابل المذكور، وبالتالي فإن كل كابل سيكون كابلًا صالحًا ومعتمدًا على الأرجح وفقًا لمجموعة محددة من إصدارات مواصفات يو إس بي، مثل "النوع سي 2.3، يو إس بي 3.2، يو إس بي4 الإصدار 2.0". ولكن تم تصميم المعيار أيضًا ليكون متوافقًا مع الأنظمة الأخرى، حيث تضيف إصدارات المواصفات الأحدث عادةً أوضاع تشغيل جديدة، وأنواع كابلات جديدة، ولكنها لا تقيد الأشياء الموجودة مسبقًا. لأن ذلك من شأنه أن يجعل الأشياء الموجودة غير متوافقة مع المنتجات الجديدة. ولتحقيق هذه الغاية، لم تتضمن حتى شعارات وملصقات يو إس بي القديمة إصدار مواصفات، بل ذكرت فقط "معتمد يو إس بي سوبر سبيد+ 10 جيجابت في الثانية" . لقد حدد هذا الشعار الكابلات التي يمكنها دعم سرعات اتصال 10 جيجابت في الثانية من يو إس بي3 عبر إصداري يو إس بي 3.1 ويو إس بي 3.2، لأن متطلبات الكابلات لم تتغير. وبالتالي، فإن إصدار المواصفات الدقيقة عادة لا يكون ذا صلة ولا يشكل فرقًا.
كما أن أوضاع النقل مثل الجيل2×2 ليست ذات صلة بالكابلات، حيث أن الكابلات الصالحة إما أن تكون كاملة الميزات، حيث تحتوي على جميع أزواج الأسلاك عالية السرعة لما يصل إلى اتصالات ثنائية المسار بالسرعة المذكورة أو أنها يو إس بي2 فقط أو بعض الأنواع المحددة والمقيدة الأخرى، كما هو موضح أدناه.

### توافق كابل يو إس بي4
| نوع الكابل                                 | نوع الكابل                        | السرعة            | أسماء التسويق                                                            | الحد الأقصى لمعدل بت يو إس بي4 | الحد الأقصى المتوقع لطول الكابل | الدعم الآخر     | الدعم الآخر                 | الدعم الآخر | الدعم الآخر         | الطافة                           |
|                                            | الملاحظات                         | السرعة            | أسماء التسويق                                                            | الحد الأقصى لمعدل بت يو إس بي4 | الحد الأقصى المتوقع لطول الكابل | يو إس بي2       | يو إس بي3                   | تي بي 3     | دي بي               | الطافة                           |
| ------------------------------------------ | --------------------------------- | ----------------- | ------------------------------------------------------------------------ | ------------------------------ | ------------------------------- | --------------- | --------------------------- | ----------- | ------------------- | -------------------------------- |
| USB2                                       | —                                 |                   | يو إس بي عالية السرعة                                                    | No                             | ≤ 4m                            | نعم             | لا                          | لا          | لا                  | يو إس بي PD: 60W or 100W or 240W |
| Full-Featured passive                      | —                                 | الجيل 1           | يو إس بي 5 جيجابت في الثانية                                             | 20 Gbit/s                      | ≤ 2m                            | نعم             | 5 Gbit/s                    | لا          | نعم                 | يو إس بي PD: 60W or 100W or 240W |
| Full-Featured passive                      | —                                 | الجيل 2           | يو إس بي 20 جيجابت في الثانية (يو إس بي 10 جيجابت في الثانية deprecated) | 20 Gbit/s                      | ≤ 1m                            | نعم             | نعم                         | 20 Gbit/s   | نعم                 | يو إس بي PD: 60W or 100W or 240W |
| Full-Featured passive                      | (incl. passive تي بي 4 & تي بي 5) | الجيل 3 & الجيل 4 | يو إس بي 40 جيجابت في الثانية يو إس بي 80 جيجابت في الثانية              | 80 Gbit/s (or asymm.)          | ≤ 0.8m                          | نعم             | نعم                         | نعم         | نعم                 | يو إس بي PD: 60W or 100W or 240W |
| Full-Featured active (also optical hybrid) | —                                 | الجيل 2           | يو إس بي 20 جيجابت في الثانية (يو إس بي 10 جيجابت في الثانية deprecated) | 20 Gbit/s                      | < 5m                            | نعم             | نعم                         | نعم         | اختياري             | يو إس بي PD: 60W or 100W or 240W |
| Full-Featured active (also optical hybrid) | (incl. active تي بي 4)            | الجيل 3           | يو إس بي 40 جيجابت في الثانية                                            | 40 Gbit/s                      | < 5m                            | نعم             | نعم                         | نعم         | اختياري TB up to 2m | يو إس بي PD: 60W or 100W or 240W |
| Full-Featured active (also optical hybrid) | (incl. active تي بي 5)            | الجيل 4           | يو إس بي 80 جيجابت في الثانية                                            | 80 Gbit/s (or asymm.)          | < 5m                            | نعم             | نعم                         | نعم         | اختياري TB up to 2m | يو إس بي PD: 60W or 100W or 240W |
| Full-Featured active (also optical hybrid) | يو إس بي3 active                  | الجيل 2           | ؟                                                                        | No                             | < 5m                            | نعم             | نعم                         | لا          | اختياري             | يو إس بي PD: 60W or 100W or 240W |
| OIAC                                       | يو إس بي3                         | الجيل 2           | ؟                                                                        | No                             | ≤ 50m                           | only if optical | Gen 2 only (10 / 20 Gbit/s) | لا          | اختياري             | —                                |
| OIAC                                       | يو إس بي4                         | الجيل 3           | ؟                                                                        | 40 Gbit/s                      | ≤ 50m                           | only if optical | Gen 2 only (10 / 20 Gbit/s) | اختياري     | اختياري             | —                                |
| OIAC                                       | يو إس بي4                         | الجيل 4           | ؟                                                                        | 80 Gbit/s (asymm. optional)    | ≤ 50m                           | only if optical | Gen 2 only (10 / 20 Gbit/s) | اختياري     | اختياري             | —                                |
| Thunderbolt 3                              | passive                           | الجيل 2           | شعار تي بي بدون "3"                                                      | 20 Gbit/s                      | ≤ 2m                            | نعم             | only 5 Gbit/s when > 1m     | 20 Gbit/s   | نعم                 | يو إس بي PD: 60W or 100W         |
| Thunderbolt 3                              | passive                           | الجيل 3           | شعار تي بي + "3"                                                         | 80 Gbit/s (or asymm.)          | ≤ 0.8m                          | نعم             | نعم                         | نعم         | نعم                 | يو إس بي PD: 60W or 100W         |
| Thunderbolt 3                              | active                            | الجيل 3           | شعار تي بي + "3"                                                         | [ ز ]                          | (longest available: 3m)         | نعم             | (mostly no)                 | نعم         | (mostly no)         | يو إس بي PD: 60W or 100W         |
| Thunderbolt 3                              | optical                           | الجيل 3           | شعار تي بي + "3"                                                         | No                             | ؟                               | لا              | لا                          | نعم         | لا                  | —                                |

1. ↑   لا تعتبر أطوال الكابلات القصوى معيارية، ولكنها مجرد تقديرات لمواصفات USB، استنادًا إلى الحدود المادية المتوقعة لكابلات النحاس التقليدية.
2. ↑   يتطلب USB4 Gen 2 متطلبات إشارة أقل صرامة من USB 3 Gen 2. يجب أن تدعم كابلات USB3 Gen 1 المتوافقة مع المواصفات اتصالات USB4 Gen 2 / 20 Gbit/s
3. 1 2 3   لا توجد سرعة DP قصوى محددة مضمونة بمواصفات Type-C
4. ↑   أُطلق USB4 بكابلات الجيل الثالث السلبية التي تدعم تي بي 3 بسرعة 40 جيجابت/ثانية على المستوى الكهربائي، ولكن لم يُطلب منها تحديد هذه الكابلات بالطريقة التاريخية التي حددتها تي بي 3 (لأن ذلك يسبق وجود "الجيل الثالث"). وبالتالي، قد لا تُحدد أجهزة تي بي 3 القديمة التي سبقت وجود USB4 كابلات USB4 السلبية المبكرة على أنها تدعم تي بي 3 بسرعة 40 جيجابت/ثانية. وقد تم إصلاح هذه المشكلة في إصدار لاحق.[بحاجة لمصدر]
5. 1 2   كابلات TB4 وTB5 التي يصل طولها إلى مترين (النشطة والسلبية) هي "كابلات عالمية"، بما في ذلك دعم DP. قد تشمل ضمانات DP فقط أعلى السرعات التي يغطيها DP 1.4 لـ TB4 (HBR3) أو DP 2.1 لـ TB5 (UHBR20).
6. 1 2   لا توجد سرعة نقل بيانات قصوى محددة مضمونة بمواصفات Type-C. هناك تطبيقات مختلفة لتطبيقات الكابلات النشطة، وقد تختلف في أدائها.
7. ↑   كابل أبل تي بي 3 برو هو أحد كابلات تي بي 3 القليلة النشطة التي تدعم دي بي ويو إس بي 3. ليس من الواضح ما إذا كان هذا سلوكًا خاصًا أم أن الكابل متوافق مع يو إس بي 4 أيضًا."Apple now sells a $129 Thunderbolt 3 Pro cable". theverge.com. The Verge. 27 يوليو 2020. مؤرشف من الأصل في 2024-11-23. اطلع عليه بتاريخ 2024-08-09.

### دعم وضع دي بي ألت لكابلات يو إس بي4
لا تحدد مواصفات النوع سي سرعات دي بي محددة تعتبرها مدعومة للكابلات السلبية حيث يكون الدعم اختياريًا للكابلات النشطة. يشير عرض يو إس بي-C في وضع دي بي ألت إلى كابلات يو إس بي-C السلبية ذات الميزات الكاملة لدعمها لمنفذ العرض والمساحة اللازمة لزيادة سرعة دي بي في المستقبل. كانت إتش بي آر 3 هي أعلى سرعة دي بي متاحة في ذلك الوقت.
قد تواجه الكابلات النشطة تعقيدات إضافية، لأن الإلكترونيات النشطة لا تحتاج إلى تشغيل جميع أزواج الأسلاك عالية السرعة في نفس الاتجاه لعمليات يو إس بي العادية (ولكن كابلات "80 جيجابت في الثانية" مُلزمة بدعم الاتصالات غير المتماثلة، والتي تشمل على الأقل بعض أزواج الأسلاك التي تعمل في كلا الاتجاهين). قد تواجه الكابلات النشطة قيودًا إضافية، لأن الإلكترونيات النشطة قد تدعم أوضاع إشارة محددة فقط. يوجد نوعان من الإلكترونيات النشطة. تعمل مُعدّلات إعادة التشغيل الخطية (Linear ReDrivers) على تضخيم الإشارة فقط دون مراعاة أي وضع إشارة أو ترميز مُحدد. أما مُعدّلات إعادة التوقيت (ReTimers) فتُعيد بناء الإشارة الواردة بشكل صريح للحصول على نتيجة عالية الجودة.
من المؤكد أن كابلات تي بي 4، حتى النشطة منها، التي يصل طولها إلى 2 متر على الأقل، تدعم وضع دي بي ألت. لم يتم ذكر سرعة قصوى محددة أيضًا، ولكن جميع المتطلبات الأخرى لتي بي 4 تشير إلى دي بي 1.4 وسرعته القصوى في إتش بي آر 3. تجدد تي بي 5 نفس الضمان لكابلات "80 جيجابت في الثانية" مع الإشارة إلى مواصفات دي بي 2.1 (حتى سرعات يو إتش بي آر 20).
يتوافق دي بي 2.1 مع طبقة يو إس بي4 فيز، وفقًا لشركة فيسا، الشركة المصنعة لمنفذ العرض. ومن غير الواضح مدى اكتمال هذا التوافق. ومع ذلك، فإن سرعة يو إتش بي آر 10 دي بي تطابق سرعة يو إس بي4 الجيل 2 في معدل البت والترميز، في حين أن سرعة يو إتش بي آر 20 دي بي تطابق سرعة يو إس بي4 الجيل 3 في معدل البت والترميز. تسرد خدمة شهادة يو إس بي ودي بي كابلات يو إس بي الجيل 1 ("5 جيجابت في الثانية") على أنها تدعم سرعات يو إتش بي آر 10، والتي تناسب الحصول على نفس متطلبات اتصالات يو إس بي4 "20 جيجابت في الثانية".
يذكر موقع Anandtech أن "هذا يعني أيضًا أن وضع دي بي ألت 2.0 يجب أن يعمل إلى حد كبير مع الكابلات المتوافقة مع يو إس بي4، على الرغم من أن فيسا حريصة على تجنب الوعد بالتوافق مع جميع الكابلات".
تتوفر أجهزة إعادة تشغيل خطية وأجهزة إعادة توقيت يتم الإعلان عنها لسرعات يو إس بي4 الجيل 3 وجميع سرعات دي بي الحالية حتى يو إتش بي آر 20 بما في ذلك يو إتش بي آر 13.5.

## توافق منفذ الصاعقة

### منفذ الصاعقة 3
تنص مواصفات يو إس بي4 على أن هدف التصميم هو "الحفاظ على التوافق مع النظام البيئي الحالي لمنتجات يو إس بي ومنفذ الصاعقة". التوافق مع منفذ الصاعقة 3 مطلوب لمراكز يو إس بي4، بينما يكون هذا اختياريًا لمضيفي يو إس بي4 والأجهزة الطرفية التي تدعم يو إس بي4. يجب أن تُطبّق المنتجات المتوافقة وضع 40 جيجابت/ثانية، مع طاقة مُزوّدة لا تقل عن 15 واط، وساعة مُختلفة. يجب على المُطبّقين توقيع اتفاقية الترخيص وتسجيل مُعرّف المُورّد لدى إنتل.
يعتمد بروتوكول يو إس بي4 على مبادئ تشغيل منفذ الصاعقة 3 ويرتبط بها. تحدد مواصفات يو إس بي4 ببساطة الميزات التي يجب تعطيلها وتخفيضها والمعلمات التي يجب تغييرها للوصول إلى تنفيذ متوافق مع منفذ الصاعقة 3. يتضمن ذلك، على سبيل المثال: الحد من طوبولوجيا السلسلة المتسلسلة (يجب أن يعرض المحور منفذ يو إس بي4 دي إف بي واحد على الأكثر)، وخفض مستوى قدرات دي بي إلى دي بي 1.2، وتعطيل/استبدال نفق يو إس بي3 بجهاز تحكم مضيف بي سي آي إي-يو إس بي3 متكامل متصل عبر نفق بي سي آي إي، والعودة إلى معدل الإشارة السابق الأعلى قليلاً في تي بي 3 وطريقته المنفصلة لبدء الاتصال كوضع Alt.

### منفذ الصاعقة 4
خلال معرض الإلكترونيات الاستهلاكية 2020 ، أعلنت يو إس بي-آي إف وإنتل عن نيتهما السماح لمنتجات يو إس بي4 بدعم أي أو كل الوظائف نفسها المتوفرة في منتجات منفذ الصاعقة 4 بشكل اختياري. كانت أولى المنتجات المتوافقة مع يو إس بي4 هي معالجات بحيرة النمر ‏ من إنتل، مع ظهور المزيد من الأجهزة في نهاية عام 2020.
منفذ الصاعقة 4 هو تطبيق لمعيار يو إس بي4 "40 جيجابت في الثانية". يُلزم منفذ الصاعقة 4 ببعض الميزات الاختيارية في يو إس بي4، بما في ذلك التوافق مع منفذ الصاعقة 3، وبي سي آي إي بحد أدنى (32 جيجابت في الثانية)، وإمكانيات دي بي (نفقان دي بي، "4K60 لكل منهما"، إتش بي آر 3+DSC).

### منفذ الصاعقة 5
منفذ الصاعقة 5 هو تطبيق لمعيار يو إس بي4 "80 جيجابت في الثانية". وهو يفرض حدًا أدنى أعلى من بي سي آي إي ("64 جيجابت في الثانية") وقدرات دي بي (نفقان دي بي، "6K60 لكل منهما"، الحد الأدنى لسرعة دي بي غير واضح). كما يفرض دعم اتصالات غير متماثلة بسرعة 120/40 جيجابت في الثانية من المضيفين إلى وحدات الإرساء، ولكنه لا يذكر العكس.

## بينوت
يحتوي يو إس بي4 على 24 دبوسًا في غلاف يو إس بي النوع سي متماثل. يحتوي يو إس بي4 على 12 دبوسًا A في الأعلى و12 دبوسًا B في الأسفل.
يحتوي يو إس بي4 على مسارين من أزواج سوبر سبيد التفاضلية . المسار الأول يستخدم تي إكس1+، تي إكس1−، آر إكس1+، آر إكس1− والمسار الثاني يستخدم تي إكس2+، تي إكس2−، آر إكس 2+، آر إكس 2−. ينقل يو إس بي4 الإشارات بسرعة 20 جيجابت في الثانية لكل مسار. يحتفظ يو إس بي4 أيضًا بالتفاضل D+ وD− لنقل يو إس بي 2.0 .
تتضمن قنوات تكوين سي سي إنشاء علاقة بين المنافذ المتصلة، واكتشاف اتجاه القابس بسبب غلاف يو إس بي النوع سي القابل للعكس، واكتشاف دبابيس مصدر الطاقة في بوس، وتحديد ترتيب مسارات مسارات سوبر سبيد، وأخيرًا، يجعل بروتوكول يو إس بي قناة تكوين سي سي مسؤولة عن الدخول إلى عملية يو إس بي4.
| الدبوس | الاسم                           | الوصف                                       |
| ------ | ------------------------------- | ------------------------------------------- |
| A1     | جي إن دي                        | العودة الأرضية                              |
| A2     | إس إس تي إكس بي1 ("تي إكس1+")   | زوج تفاضلي فائق السرعة رقم 1، تي إكس، موجب  |
| A3     | إس إس تي إكس إن1 ("تي إكس1-")   | زوج تفاضلي فائق السرعة رقم 1، تي إكس، سالب  |
| A4     | فيبوس                           | طاقة الحافلة                                |
| A5     | سي سي1                          | قناة التكوين                                |
| A6     | دي بي1                          | يو إس بي 2.0 زوج تفاضلي، الموضع 1، إيجابي   |
| A7     | دي بي1                          | يو إس بي 2.0 زوج تفاضلي، الموضع 1، سلبي     |
| A8     | إس بي يو 1                      | استخدام النطاق الجانبي (SBU)                |
| A9     | فيبوس                           | طاقة الحافلة                                |
| A10    | إس إس آر إكس إن 2 ("آر إكس 2-") | زوج تفاضلي سوبر سبيد رقم 4، آر إكس، سلبي    |
| A11    | إس إس آر إكس بي 2 ("آر إكس 2+") | زوج التفاضلية سوبر سبيد رقم 4، آر إكس، موجب |
| A12    | جي إن دي                        | العودة الأرضية                              |

| الدبوس | الاسم            | الوصف                                       |
| ------ | ---------------- | ------------------------------------------- |
| بي 12  | جي إن دي         | العودة الأرضية                              |
| بي 11  | إس إس آر إكس بي1 | زوج التفاضلية سوبر سبيد رقم 2، آر إكس، موجب |
| بي 10  | إس إس آر إكس إن1 | زوج تفاضلي سوبر سبيد رقم 2، آر إكس، سلبي    |
| بي 9   | فيبوس            | طاقة الناقل                                 |
| بي 8   | إس بي يو 2       | استخدام النطاق الجانبي (SBU)                |
| بي 7   | Dn2              | يو إس بي 2.0 زوج تفاضلي، الموضع 2، سلبي     |
| بي 6   | دي بي2           | يو إس بي 2.0 زوج تفاضلي، الموضع 2، إيجابي   |
| بي 5   | سي سي2           | قناة التكوين                                |
| بي 4   | فيبوس            | طاقة الناقل                                 |
| بي 3   | إس إس تي إكس إن2 | زوج تفاضلي فائق السرعة رقم 3، إرسال، سالب   |
| بي 2   | إس إس تي إكس بي2 | زوج تفاضلي فائق السرعة رقم 3، إرسال، موجب   |
| بي 1   | جي إن دي         | عودة أرضية                                  |

1. 1 2  يوجد زوج تفاضلي واحد فقط غير SuperSpeed في الكابل. هذا الدبوس غير متصل بالقابس/الكابل.

## دعم البرمجيات
يتم دعم يو إس بي4 بواسطة:
- نواة لينكس 5.6، تم إصدارها في 29 مارس 2020[65]
- ماك أو إس بيغ سور (11.0) ، تم إصداره في 12 نوفمبر 2020[66]
- تم إصدار ويندوز 11 مع دعم يو إس بي4 الإصدار 1.0 في 5 أكتوبر 2021[67]
  - تم الترقية إلى دعم يو إس بي4 الإصدار 2.0 بما في ذلك 80 جيجابت/ثانية بحلول مارس 2024[68]

### مدير الاتصال
مدير الاتصال هو جزء من مُضيف يو إس بي4 يُدير الاتصالات عبر بنية يو إس بي4 بأكملها، ويُنشئ الأنفاق، ويُدير أي حجوزات للنطاق الترددي، ويُحدد أولويات البيانات، مثل تحديد أنفاق دي بي التي يُمكن إنشاؤها وسرعتها. يُطبّق مُشغّل يو إس بي4 في نظام التشغيل ويندوز 11 دعمًا أصليًا لمُشغّل يو إس بي4، حيث يكون مدير الاتصال جزءًا من مُشغّل يعمل فقط مع وحدات التحكم المُطابقة. كانت وحدات التحكم القديمة تُدمج مدير الاتصال داخل برامجها الثابتة، وبالتالي تطلبت دعمًا أقل بكثير من نظام التشغيل.
في لينكس، يدعم برنامج تشغيل يو إس بي4 ومنفذ الصاعقة (المسمى "منفذ الصاعقة") كل من وحدات التحكم التي تتم إدارتها بواسطة البرامج الثابتة وأيضًا بواسطة نظام التشغيل عبر نفس الأدوات.

## دعم الأجهزة
ويتوقع براد سوندرز، الرئيس التنفيذي لمجموعة يو إس بي مجموعة المروجين، أن معظم أجهزة الكمبيوتر التي تحتوي على يو إس بي 4 ستدعم منفذ الصاعقة 3، ولكن بالنسبة للهواتف الذكية فإن الشركات المصنعة أقل احتمالا لتنفيذ دعم منفذ الصاعقة 3.
في 3 مارس 2020، أعلنت شركة سايبرس لأشباه الموصلات ‏ عن وحدات تحكم جديدة للطاقة من النوع C (PD) تدعم يو إس بي4، وسي سي جي6 دي إف كمنفذ مزدوج وسي سي جي 6 إس إف كمنفذ واحد.
في نوفمبر 2020، كشفت شركة أبل عن أجهزة ماك بوك آير (إم 1، 2020) وماك بوك برو (13 بوصة، إم 1، 2020) وماك ميني (إم 1، 2020) ، والتي تتميز بمنفذي يو إس بي4.
صرحت إيه إم دي أيضًا أن معالجات زين 3+ (رامبرانت) ستدعم يو إس بي4 وأن المنتجات التي تم إصدارها تحتوي على هذه الميزة بعد تحديث برنامج تشغيل مجموعة الشرائح. ومع ذلك، أعلنت إيه إم دي عن دعم يو إس بي 3.2 الجيل 2×2 فقط في معالجات زين 4 ‏ التي تم إصدارها في سبتمبر 2022. دعمت شركة إنتل تقنية منفذ الصاعقة 3 ويو إس بي-C مع معالجات الجيل الثامن للأجهزة المحمولة في عام 2018. على سبيل المثال، يحتوي جهاز Lenovo P52 على منفذي تي بي 3 مزدوجين في الجزء الخلفي. لقد تطور تي بي/يو إس بي مع تمكن شركة إنتل من تحسين التصميم المنطقي.
| Manufacturer | وحدة التحكم                                             | العائلة                        | النوع               | native managed | USB4 ver. | Speed Gbit/s | منافذ يو إس بي4 (أعلى / أسفل) | دي بي في / الخارج بروتوكول المحولات                               | يو إس بي3 جيجابت/ثانية | بي سي آي إي                    | TB3 compat. | المنافذ الأخرى                                                        | معتمد              |
| ------------ | ------------------------------------------------------- | ------------------------------ | ------------------- | -------------- | --------- | ------------ | ----------------------------- | ----------------------------------------------------------------- | ---------------------- | ------------------------------ | ----------- | --------------------------------------------------------------------- | ------------------ |
| Intel        | جيه إتش إل8540                                          | مابل ريدج                      | المضيف              | لا             | 01        | 040          | 2 dn                          | 2 in دي بي 1.4 (يصل إلى إتش بي آر 3)                              | 10 (صحيح.تحكم.)        | x4 الجيل 3 ("32 جيجابت/ثانية") | نعم         | —                                                                     | تي بي 4            |
| Intel        | جيه إتش إل8440                                          | غوشين ريدج                     | مركز / بيري.        | —              | 01        | 040          | 1 إلى، 3 dn                   | 2 خارج دي بي 1.4 (يصل إلى إتش بي آر 3)                            | 10 (محور، صحيح. تحكم.) | (32 جيجابت/ثانية)              | نعم         | بي سي آي إي x1 الجيل 3 دي إن, 1 يو إس بي3 دي إن                       | تي بي 4            |
| Intel        | جيه إتش إل8140[بحاجة لمصدر]                             | هوفر ريدج                      | بيري.               | —              | 01        | 040          | 1 up                          | 2 خارج دي بي 1.4 (يصل إلى إتش بي آر 3)                            | 10 (تحكم صحيح.)        | —                              | نعم         | 3 يو إس بي3/دي بي لأسفل، 1 يو إس بي3 dn                               | تي بي 4            |
| Intel        | جيه إتش إل 9450                                         | بارلو ريدج                     | المضيف              | نعم            | 02        | 040          | 2 dn                          | 3 in دي بي 2.1 (يصل إلى يو إتش بي آر 10, +يو إتش بي آر 20)        | 20 (صحيح.تحكم.)        | x4 الجيل 4 ("64 جيجابت/ثانية") | نعم         | 1 دي بي خارج                                                          | تي بي 4            |
| Intel        | جيه إتش إل9440                                          | بارلو ريدج                     | مركز / بيري.        | —              | 02        | 040          | 1 إلى، 3 dn                   | 3 خارج 2 in دي بي 2.1 (يصل إلى يو إتش بي آر 10, +يو إتش بي آر 20) | 20 (محور، صحيح. تحكم.) | x4 الجيل 4 ("64 جيجابت/ثانية") | نعم         | 2 دي بي في، 1 يو إس بي3 dn                                            | تي بي 4            |
| Intel        | جيه إتش إل9580                                          | بارلو ريدج                     | المضيف              | نعم            | 02        | 080          | 2 dn                          | 3 in دي بي 2.1 (يصل إلى يو إتش بي آر 10, +يو إتش بي آر 20)        | 20 (صحيح.تحكم.)        | x4 الجيل 4 ("64 جيجابت/ثانية") | نعم         | 1 دي بي خارج                                                          | تي بي 5            |
| Intel        | جيه إتش إل9480                                          | بارلو ريدج                     | مركز / بيري.        | —              | 02        | 080          | 1 إلى، 3 dn                   | 3 خارج 2 in دي بي 2.1 (يصل إلى يو إتش بي آر 10, +يو إتش بي آر 20) | 20 (محور، صحيح. تحكم.) | x4 الجيل 4 ("64 جيجابت/ثانية") | نعم         | 2 دي بي في، 1 يو إس بي3 dn                                            | تي بي 5            |
| Intel        | بحيرة النمر                                             | مُدمج مع وحدة المعالجة المركزية | المضيف              | لا             | 01        | 040          | يصل إلى 2 + 2 dn              | 2 في/المجموعة: يصل إلى إتش بي آر 3                                | 10                     | (32 جيجابت/ثانية)              | نعم         | —                                                                     | تي بي 4            |
| Intel        | Alder Lake                                              | مُدمج مع وحدة المعالجة المركزية | المضيف              | نعم            | 01        | 040          | يصل إلى 2 + 2 dn              | 2 في/المجموعة: يصل إلى إتش بي آر 3                                | 10                     | —                              | نعم         | —                                                                     | تي بي 4            |
| Intel        | Raptor Lake                                             | مُدمج مع وحدة المعالجة المركزية | المضيف              | نعم            | 01        | 040          | يصل إلى 2 + 2 dn              | 2 في/المجموعة: يصل إلى إتش بي آر 3                                | 10 (20 داخلي)          | —                              | نعم         | الناتج الأصلي: دي بي يو إتش بي آر 10, +يو إتش بي آر 20, يو إس بي3 20G | تي بي 4            |
| Intel        | Meteor Lake                                             | مُدمج مع وحدة المعالجة المركزية | المضيف              | نعم            | ؟         | 040          | يصل إلى 2 + 2 dn              | 2 في/المجموعة: يصل إلى إتش بي آر 3                                | 20                     | —                              | نعم         | الناتج الأصلي: دي بي يو إتش بي آر 10, +يو إتش بي آر 20                | تي بي 4            |
| Intel        | Lunar Lake                                              | مُدمج مع وحدة المعالجة المركزية | المضيف              | نعم            | ؟         | 040          | يصل إلى 2 +1 dn               | 2 في/المجموعة: يصل إلى إتش بي آر 3                                | 20                     | —                              | نعم         | الناتج الأصلي: دي بي يو إتش بي آر 10, +يو إتش بي آر 20                | تي بي 4            |
| Intel        | Arrow Lake                                              | مُدمج مع وحدة المعالجة المركزية | المضيف              | نعم            | ؟         | 040          | 2 dn                          | 2 في/المجموعة: يصل إلى إتش بي آر 3                                | 20                     | —                              | نعم         | الناتج الأصلي: دي بي يو إتش بي آر 10, +يو إتش بي آر 20                | تي بي 4            |
| AMD          | وحدة المعالجة المركزية إيه إم دي المتكاملة[بحاجة لمصدر] | —                              | المضيف              | نعم            | 01        | 040          | يصل إلى 1+1 dn                | 2 مدخل/منفذ يصل إلى إتش بي آر 3                                   | 10                     | —                              | نعم         | الناتج الأصلي: دي بي يو إتش بي آر 10                                  | ؟                  |
| Apple        | إم 1/2                                                  | أبل يو إس بي4/تي بي 3          | المضيف              | ؟              | 01        | 040          | ؟                             | 1 مدخل/منفذ يصل إلى إتش بي آر 3                                   | 10                     | —                              | نعم         | —                                                                     | تي بي 3            |
| Apple        | إم 1-3 برو, ماكس, إم 4                                  | أبل تي بي 4                    | المضيف              | ؟              | 01        | 040          | ؟                             | 2 مدخل/منفذ يصل إلى إتش بي آر 3                                   | 10                     | —                              | نعم         | —                                                                     | تي بي 4            |
| Apple        | إم 3 ألترا, إم 4 برو/ماكس[بحاجة لمصدر]                  | أبل تي بي 5                    | المضيف              | ؟              | 02        | 080          | ؟                             | 2 مدخل/منفذ يصل إلى يو إتش بي آر 10, +يو إتش بي آر 20             | 10                     | —                              | نعم         | —                                                                     | تي بي 5            |
| Via          | في إل830                                                | —                              | بيري.               | —              | 01        | 040          | 1 up                          | 1 خارج: دي بي 1.4 (يصل إلى إتش بي آر 3)                           | 10 (مركز)              | لا                             | لا          | 5 يو إس بي3 dn, 1 يو إس بي2 dn                                        | —                  |
| Via          | في إل832                                                | —                              | بيري.               | —              | 01        | 040          | 1 up                          | 1 خارج: دي بي 1.4 (يصل إلى إتش بي آر 3)                           | 10 (مركز)              | لا                             | لا          | 5 يو إس بي3 dn, 1 يو إس بي2 dn                                        | يو إس بي4          |
| Asmedia      | إيه إس إم2464PD                                         | —                              | بيري. / إن في إم إي | —              | 01        | 040          | 1 up                          | —                                                                 | 20 (محيطي)             | x4 الجيل 4 ("64 جيجابت/ثانية") | نعم         | (يو إس بي3 التحكم إن في إم إي., فقط صحيح PD)                          | يو إس بي4, تي بي 4 |
| Asmedia      | إيه إس إم2464بي دي إكس                                  | —                              | بيري. / إن في إم إي | —              | 01        | 040          | 1 up                          | —                                                                 | 20 (محيطي)             | x4 الجيل 4, (ذو شعبتين. x1)    | نعم         | (يو إس بي3 التحكم إن في إم إي.)                                       | ؟                  |
| Asmedia      | إيه إس إم4242                                           | —                              | المضيف              | نعم            | 01        | 040          | 2 dn                          | 2 in: دي بي 1.4 (يصل إلى إتش بي آر 3)                             | 20 (صحيح.تحكم.)        | x4 الجيل 4 ("64 جيجابت/ثانية") | نعم         | —                                                                     | يو إس بي4, تي بي 4 |
| Realtek      | آر تي إكس5490                                           | —                              | بيري. / مركز        | —              | 2?        | 040          | 2 dn                          | يو إس بي4 up/dn: يو إتش بي آر 20, ?                               | 20 (محور، صحيح. تحكم.) | ؟                              | نعم         | 2 يو إس بي3 20 جي, 1 دي بي يو إتش بي آر 20                            | —                  |

1. ↑  لا تُدار وحدة تحكم المضيف ذاتيًا باستخدام البرامج الثابتة المدمجة، بل عبر معيار ACPI وUSB4 باستخدام برامج تشغيل نظام تشغيل عامة، مثل برامج تشغيل ويندوز 11 USB4. ينطبق هذا فقط على وحدات تحكم المضيف. أما جميع وحدات التحكم الأخرى، فقد كانت تُدار دائمًا بواسطة مدير اتصال المضيف، سواءً كان ذلك مُنفذًا في البرامج الثابتة أو بواسطة نظام التشغيل.
2. ↑  محولات البروتوكول هي ما يُحوّل بين نفق واتصال خارجي بمنفذ USB4. تتصل محولات DP In مباشرةً بمدخل من وحدة معالجة الرسومات (GPU). يمكن مشاركة محولات DP Out عبر عدة منافذ مادية، مما يحد من عدد المنافذ التي يمكن استخدامها في الوقت نفسه.
3. ↑   منفذ PCIe الرئيسي لوحدة التحكم. لا ينطبق على وحدات تحكم المضيف المدمجة مع وحدة المعالجة المركزية. في حال استخدام PCIe داخليًا فقط لوحدة التحكم، نادرًا ما تُعطى مواصفات معدل نقل البيانات PCIe.
4. 1 2 3 4 5 6 7  يدعم UHBR10 وجميع السرعات الأقل، وUHBR20، ولكنه لا يدعم سرعات UHBR13.5. يتوافق UHBR10 وUHBR20 مع USB4 من الجيل الثاني والثالث على التوالي، بينما لا يتوافق UHBR13.5 مع أي إشارة USB4 موجودة.
5. 1 2  لم يتضح بعدُ مدى قدرة المخرج على أداء وظيفته أو استخدامه. بحسب التسريب، قد يكون "المنفذ الجانبي" منفذًا لمدخل DP الثالث فقط.
6. 1 2 3  يشير "2+2" إلى جهازي توجيه مضيفين منفصلين بمنفذين USB4. ولكن نظرًا لدمجهما في وحدة المعالجة المركزية، يمكنهما مشاركة وظائف ليست جزءًا تقنيًا من جهاز التوجيه المضيف USB4، مثل USB3. قد تشترك الأنظمة في وحدة تحكم USB3 مشتركة، مما يوفر منفذ USB3 أساسيًا واحدًا لكل منفذ USB4، كما هو الحال مع منافذ PCIe.
7. 1 2 3  وحدة تحكم USB3 مشتركة عبر جميع منافذ USB4 المتكاملة
8. 1 2 3   ما يمكن أن تُخرجه منافذ USB4 مباشرةً، بدلاً من النقل عبر USB4. قد يكون الدعم أعلى من النقل عبر النفق، لأنه غير محدود بمواصفات USB4 ومستقل تقنيًا عن عمليات/اتصالات USB4.